# The Women (película de 2008)
The Women (titulada en castellano The Women, en España, y Todo sobre las mujeres, en Hispanoamérica) es una comedia estadounidense del 2008, dirigida por Diane English y protagonizada (al igual que la versión original, de 1939, dirigida por George Cukor), únicamente por actrices y no por actores: Meg Ryan, Annette Bening, Eva Mendes, Debra Messing y Jada Pinkett Smith, en los papeles principales.

## Reparto

### Papeles principales
- Meg Ryan, como Mary Haines;
- Annette Bening, como Sylvia Fowler;
- Debra Messing, como Edie Cohen;
- Jada Pinkett Smith, Alex Fisher;
- Eva Mendes, como Crystal Allen.

Julia Roberts, Sandra Bullock, Ashley Judd, Marisa Tomei, Queen Latifah, Whitney Houston y Blythe Danner, entre otras, fueron estuvieron entre las posibles protagonistas de la película.

## Argumento
La vida de Mary Haines (Meg Ryan) es aparentemente perfecta: una preciosa casa en Connecticut, una maravillosa hija de 12 años, un marido con éxito en Wall Street y un trabajo como diseñadora en la compañía de moda de su padre. Una de las cosas con las que Mary siempre podrá contar es con la compañía de sus amigas, como la de su mejor amiga, Sylvia Fowler (Annette Bening), una mujer impecablemente chic y con ingenio que disfruta de su soltería en su nuevo puesto de editora de la exitosa revista femenina Cachet. El grupo de amigas se completa con Edie Cohen (Debra Messing), madre excéntrica, y la escritora Alex Fisher (Jada Pinkett Smith), una glamorosa lesbiana que tiene el don de decir siempre lo último que querrías oír. Pero todo está a punto de cambiar para estas viejas amigas. Los problemas empiezan cuando Sylvie, en el salón de belleza, se entera de que una de las dependientas de la sección de perfumería, llamada Crystal Allen (Eva Mendes), está teniendo una aventura con un exitoso hombre de negocios: Stephen Haines, esposo de su amiga Mary.

## Recepción crítica y comercial
Según la página de Internet Rotten Tomatoes, obtuvo un 13 por ciento de comentarios positivos, con la siguiente conclusión:

"The Women es un flojísimo remake del original de 1939, sin el encanto, el ingenio y las irresistibles protagonistas del original."

Según la página de Internet Metacritic, obtuvo críticas negativas, con un 27 por ciento, basado en 32 comentarios, de los cuales 4 fueron positivos.
Recaudó en los Estados Unidos casi 27 millones de dólares. Sumando las recaudaciones internacionales, la cifra asciende a los 50 millones. Su presupuesto fue de 16 millones de dólares.
Esta fue la película por la que Meg Ryan recibió su primera candidatura al Razzie a la peor actriz. La prensa cinematográfica dijo «Meg Ryan está muy bien aquí, pero The Women es la típica comedia romántica que hace que los hombres odien este tipo de cine».

## Premios

### Razzie Awards
| Año  | Categoría   | Persona                                                             | Resultado  |
| ---- | ----------- | ------------------------------------------------------------------- | ---------- |
| 2009 | Peor actriz | Meg Ryan Annette Bening Debra Messing Jada Pinkett Smith Eva Mendes | Candidatas |

## DVD
The Women salió a la venta el 1 de abril del 2009 en España, en formato DVD. El disco contiene: ficha artística, ficha técnica, filmografías selectas, tráiler, selección de fotos y el documental The Women Behind The Women.

## Enlaces
- Tráiler
- Página oficial de la película:

- Datos: Q1809073
- Multimedia: The Women / Q1809073